# Ermita de San Vicente (Lucena del Cid)
La ermita de San Vicente de Lucena del Cid (Provincia de Castellón, España) está situada a la entrada de la población desde Castellón de la Plana.
Es una construcción de mediados del siglo XVIII con una fachada de piedras sillares talladas, puertas de tablas de ciprés coronadas por una hornacina en la que está entronizada la imagen del Santo, obra de Juan Bautista Porcar, en 1968, que sustituye a otra de época destruida en la guerra civil del 36; sobre ella una airosa espadaña con su campanil. Recios contrafuertes con cantoneras sillares dan fe de la solidez de la construcción.
Su interior es sencillo con arcos de piedra, nervaduras y hornacinas que recuerdan formas de un gótico radial.
Preside una imagen del Taumaturgo universal en madera policromada, obra del valenciano Serra.